# مرزبانی (کرمانشاه)
روستا در کرمانشاه، کرمانشاه، مرکزی
جمعیت  :   ۹۰۰ نفر
بخش بیلوار
زبان مردم روستا:کردی
مذهب: شیعه
لباس:کردی
غذای محلی: ترخینه , آش دوغ , شیره انگور و شیرینی بژی و برساق
روستای مرزبانی در بخش مرکزی کرمانشاه قرار دارد و در حدود ۷۰ کیلومتر با کرمانشاه فاصله دارد . روستای مرزبانی دارای ۱۸۶ خانوار و جمعیتی بالغ بر ۹۰۰ نفر دارد . عمده فعالیت مردم روستای مرزبانی در بخش دامداری و کشاورزی است . از جمله محصولات کشاورزی گندم , جو , ذرت و و نخود است.